# Arnold Nöldeke (Denkmalpfleger)
Arnold Wilhelm Paul Otto Nöldeke (geboren 12. Juli 1875 in Essen; gestorben 25. November 1964 in Hannover) war ein deutscher Architekt, Bauforscher, Denkmalpfleger und Landesbaurat in Hannover.

## Ausbildung und Wirken

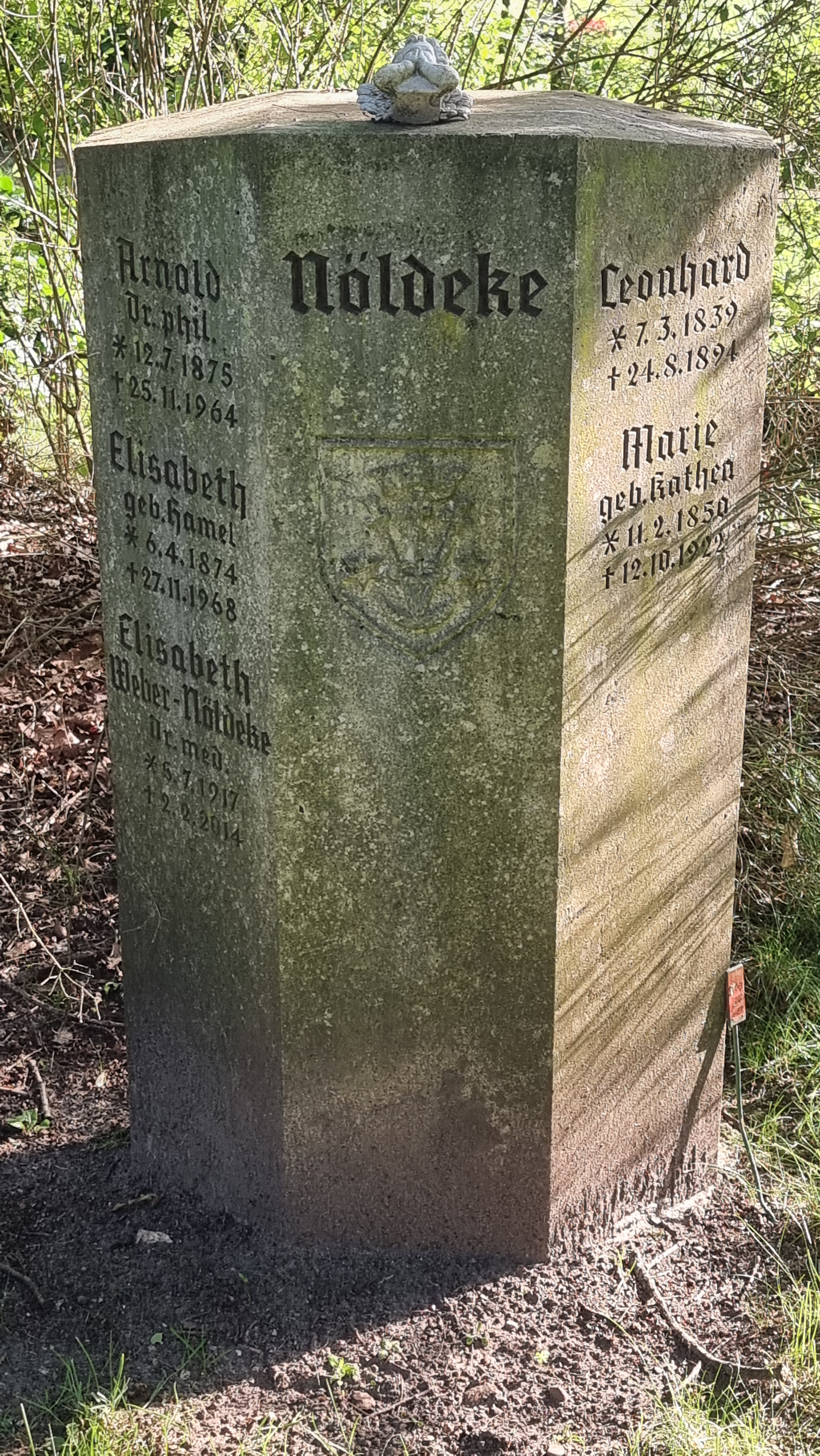
Grabstein des Familiengrabes der Nöldekes auf dem Stadtfriedhof Stöcken

Arnold Nöldeke besuchte das Lyceum I in Hannover. Mit einer Begabung im Zeichnen und Malen hatte Arnold Nöldeke sich im Studium „anfangs der Architektur und den bildenden Künsten zugewandt“, dann der Kunstgeschichte und vor allem der Archäologie. Seine Interessensgebiete reichten darüber hinaus über „Geschichte und Technik bis hin zu geographischer Forschung und Völkerkunde“. 1909 wurde er an der Universität Erlangen mit einer Arbeit zur Moschee des al-Husains in Kerbela promoviert. Während seines Studiums wurde er in Hannover Mitglied des Corps Macaro-Visurgia.
Nöldeke beherrschte sowohl die türkische als auch die arabische Sprache. 1902 ging er unter Robert Koldewey erstmals zu Ausgrabungen nach Mesopotamien, „nach Babylon zur Freilegung des Ischtar-Tores und der Prozessionsstraße“. Von 1931 und 1939 leitete Nöldeke die Ausgrabungen von Uruk/Warka. Zwischen den Ausgrabungskampagnen kehrte er jedoch regelmäßig zu Arbeiten an den Denkmalen in seiner Heimat zurück.
Ab 1915 arbeitete Nöldeke 25 Jahre lang unter den Provinzialkonservatoren Heinrich Siebern, Hermann Deckert und Oskar Karpa an der Erfassung und Beschreibung Bau- und Kunstdenkmäler der preußischen Provinz Hannover und später des Landes Niedersachsen. Dort „entzifferte [er] verwitterte Grabsteine, ging der Baugeschichte nach, suchte Zusammenhänge und Daten zu klären und die Kunstwerke in ihren Werten zu fassen“. Der „mittelalterliche Kreuzstein als Gegenstand historischer Betrachtungsweise [war ihm] gleichwertig einem babylonischen Ziegelrelief.“
Arnold Nöldeke war korrespondierendes Mitglied des Deutschen Archäologischen Instituts.

## Schriften

### Kunstdenkmälerinventare in Niedersachsen
In der Schriftenreihe
- Die Kunstdenkmäler der Provinz Hannover, hrsg. von der Provinzial-Kommission zur Erforschung und Erhaltung der Denkmäler der Provinz Hannover

bearbeitete Nöldeke mit anderen zusammen folgende Kreise:
- 1915: Kreis Wittlage und Kreis Bersenbrück, ISBN 3-87898-134-1.
- 1919: Die Kunstdenkmale des Kreises Lingen und Grafschaft Bentheim, ISBN 3-87898-135-X.

Weiterhin widmete sich Nöldeke der Stadtgeschichte Hannovers; sein Band „Stadt Hannover [hat] besonderen dokumentarischen Wert erlangt“: Nöldeke ist der „vielzitierte und letzte Chronist, der“ noch das alte Stadtbild sorgfältig bis zu den Details eines gotischen Staffelgiebels erfasste, bevor es 1943 im Zweiten Weltkrieg durch die Luftangriffe auf Hannover in Trümmer fiel.
- 1932: Stadt Hannover Die Kunstdenkmale der Stadt Hannover. (Digitalisat von Teil 1 und 2)
  - Teil 1, Denkmäler des „alten“ Stadtgebietes Hannover, Die Kunstdenkmäler der Provinz Hannover. Bd. 1, H. 2, Teil 1, Hannover, Selbstverlag der Provinzialverwaltung, Schulzes Buchhandlung, 1932.
    - Neudruck im Verlag Wenner, Osnabrück 1979, ISBN 3-87898-151-1.

  - Teil 2, Denkmäler der eingemeindeten Vorörter. Die Kunstdenkmäler der Provinz Hannover. Bd. 1, H. 2, Teil 2, Hannover, Selbstverlag der Provinzialverwaltung, Schulzes Buchhandlung, 1932.
    - Neudruck im Verlag Wenner, Osnabrück 1979, ISBN 3-87898-152-X.

und ähnlich
- 1936: Landkreis Celle
- 1938: Landkreis Marienburg
- 1939: Heiner Jürgens, Hans Lütgens, Arnold Nöldeke, Joachim Freiherr von Welck: Landkreis Alfeld (Leine) (Teil 2, ehemaliger Kreis Gronau: Digitalisat)
- 1941: Heiner Jürgens, Arnold Nöldeke, Joachim Freiherr von Welck: Landkreis Springe, ISBN 3-87898-132-5.

Ferner wirkte Nöldeke mit an dem 1937 erschienenen Band III, Heft 5 „Stadt Celle“ der Reihe Die Kunstdenkmäler der Provinz Hannover.
Noch nach seiner Pensionierung in der Stellung eines Landbaurates hatte Nöldeke maßgebliche Mitwirkung am Band von
- 1958, Regierungsbezirk Hannover:
  - Die Kunstdenkmale des Kreises Neustadt am Rübenberge. Hrsg. Oskar Karpa. Textband, ISBN 3-87898-153-8; Bildband, ISBN 3-87898-154-6

Abgeleitet aus den Beschreibungen von Hannover erschien posthum (2003):
- Arbeitsgemeinschaft Mensch-Natur-Geschichte (Hannover): Linden: Ortsgeschichte, Martinskirche, von Altensches Rittergut, Landesherrlicher Küchengarten, Herzogliches Jagdzeughaus, Villa auf dem Lindener Berg, Herrschaftlicher Speicher, Windmühle / AG Mensch-Natur-Geschichte. Nach den Bearbeitungen von Arnold Nöldeke aus dem Jahre 1932. Schriftenreihe „Zur Geschichte Lindens“, Bd. 13. Hannover 2003.

### Archäologie im Irak (Auswahl)
- Das Heiligtum al-Husains zu Kerbelâ. Berlin 1909 (= Dissertation an der Universität Erlangen)
- Vierter vorläufiger Bericht über die von der Notgemeinschaft der Deutschen Wissenschaft in Uruk unternommenen Ausgrabungen. Verlag der Akademie der Wissenschaften, Berlin 1932. (Reihe: Abhandlungen der Preußischen Akademie der Wissenschaften, Philosophisch-Historische Klasse)
- mit H. Lenzen: Elfter vorläufiger Bericht über die von der Deutschen Forschungsgemeinschaft in Uruk-Warka unternommenen Ausgrabungen. Verlag der Akademie der Wissenschaften, Berlin 1940. (Reihe Abhandlungen der Preußischen Akademie der Wissenschaften, Philosophisch-Historische Klasse)